# Molloy University
La Molloy University è un'università privata di indirizzo cattolico con sede a Rockville Centre, nello stato americano di New York.
Il Molloy Catholic College fu fondato nel 1955 dalle Suore domenicane della Congregazione americana della Santa Croce. In origine era un'istituzione esclusivamente femminile, ma nel 1972 iniziò ad ammettere studenti di sesso maschile. Il college fu elevato al rango di university nel 2022.